# Vera Barbosa
Vera Lúcia Mendes Barbosa (* 13. Januar 1989 in Vila Franca de Xira) ist eine portugiesische Leichtathletin mit kapverdischen Wurzeln die seit 2009 für Portugal startberechtigt ist.

## Werdegang
Barbosas Familie stammt aus Kap Verde. Ihre sportliche Laufbahn begann sie 2005 beim Verein JOMA in Monte Abraão. 2007 nahm sie die portugiesische Staatsangehörigkeit an, die ihr die Teilnahme an den nationalen Meisterschaften erlaubte. Bei den Weltmeisterschaften in Osaka konnte sie aber dank einer Wildcard für Kap Verde im 400-Meter-Lauf starten und schied dort mit 58,56 s in der ersten Runde aus. Im Jahr darauf schied sie dann bei den Hallenweltmeisterschaften in Valencia mit 57,55 s ebenfalls in der Vorrunde aus. 2009 belegte sie dann bei den Spielen der Lusophonie in Lissabon für Portugal in 54,89 s den fünften Platz über 400 Meter und gewann mit der portugiesischen 4-mal-400-Meter-Staffel in 3:37,90 min die Silbermedaille hinter dem Team aus Brasilien. Anschließend scheiterte sie bei den U23-Europameisterschaften in Kaunas mit 54,84 s in der ersten Runde. 2010 belegte sie bei den Ibero-Amerikanischen Meisterschaften in San Fernando in 55,50 s den siebten Platz über 400 Meter und erreichte mit der Staffel in 3:39,37 min Rang sechs. Im Jahr darauf wurde sie bei den U23-Europameisterschaften in Ostrava in 55,81 s Vierte im 400-Meter-Hürdenlauf und stellte damit einen neuen portugiesischen Landesrekord auf. Zudem wurde sie mit der Staffel in 3:37,28 min Sechste und stellte dabei einen neuen U23-Rekord auf. Anschließend gelangte sie bei den Weltmeisterschaften in Daegu über die Hürden bis in das Halbfinale und schied dort mit 57,70 s aus. 2012 schied sie bei den Europameisterschaften in Helsinki mit 56,58 s im Halbfinale aus und verpasste mit der 4-mal-400-Meter-Staffel mit 3:40,79 min den Finaleinzug. Anschließend nahm sie an den Olympischen Spielen in London teil und erreichte dort über die Hürden das Halbfinale, in dem sie mit 56,27 s ausschied. Im Vorlauf stellte sie mit 55,22 s einen neuen Landesrekord auf.
2014 schied sie bei den Europameisterschaften in Zürich mit 56,33 s im Halbfinale im Einzelbewerb aus und scheiterte mit der Staffel mit 3:35,41 min im Vorlauf. Auch bei den Leichtathletik-Europameisterschaften 2016 in Amsterdam schied sie über die Hürden mit 57,92 s im Semifinale aus und nahm anschließend erneut an den Olympischen Spielen in Rio de Janeiro teil, bei denen sie mit 57,28 s aber nicht über den Vorlauf hinauskam. Bei den World Athletics Relays 2021 im polnischen Chorzów verpasste sie mit 3:21,51 min den Finaleinzug in der Mixed-Staffel. Im Jahr darauf siegte sie in 56,91 s beim Sollentuna GP und anschließend belegte sie bei den Mittelmeerspielen in Oran in 56,82 s den fünften Platz, ehe sie bei den Weltmeisterschaften in Eugene mit 56,79 s in der ersten Runde aus, wie auch bei den Europameisterschaften in München mit 57,10 s. 2024 startete sie mit der Staffel bei den Hallenweltmeisterschaften in Glasgow und verpasste dort mit 3:31,93 min den Finaleinzug. Im Mai wurde sie bei den World Athletics Relays in Nassau in 3:35,25 min Vierte im B-Lauf in der 2. Qualifikationsrunde über 4-mal 400 Meter für die Olympischen Spiele. Kurz darauf belegte sie bei den Ibero-Amerikanischen Meisterschaften in Cuiabá in 56,37 s den vierten Platz über 400 Meter Hürden. Anschließend schied sie bei den Europameisterschaften in Rom mit 56,81 s im Vorlauf über die Hürden aus und verpasste mit der Staffel mit 3:29,50 min den Finaleinzug.
In den Jahren von 2011 bis 2014 sowie 2016 und 2017 und von 2019 bis 2022 wurde Barbosa portugiesische Meisterin im 400-Meter-Hürdenlauf sowie 2014 auch über 400 Meter. Zudem wurde sie 2010 Hallenmeisterin über 400 Meter.

## Persönliche Bestleistungen
- 400 Meter: 52,89 s, 25. August 2019 in Madrid
  - 400 Meter (Halle): 53,34 s, 29. Februar 2020 in Pombal
- 400 m Hürden: 55,22 s, 5. August 2012 in London (portugiesischer Rekord)